# Hôtel de Roubin
Pour les articles homonymes, voir Roubin.
L'hôtel de Roubin est un hôtel particulier situé à Pont-Saint-Esprit dans le Gard, en France. Il fait l’objet d’une inscription au titre des monuments historiques en 1938.